# رموز مجتمع الميم
تبنى مجتمع المثليات والمثليين ومزدوجي الميول الجنسي والمتحولين جنسياً (مجتمع الميم) رموز محددة للتعريف الذاتي والتي تظهر الوحدة والفخر والقيم المشتركة والالتزام المتبادل. تقوم رموز الإل جي بي تي بنقل الأفكار والمفاهيم والهوية سواء داخل مجتمعاتهم والثقافة السائدة. رموز الإل جي بي تي الدولية الأكثر تعارف عليها هي المثلث الوردي وعلم قوس قزح. المثلث الوردي والذي استخدمه النازيون في الحرب العالمية الثانية كوسام عار، أُعيد تخصيصه، ولكن احتفظ بدلالات سلبية. تم إنشاء علم قوس قزح ليكون بديلاً أكثر طبيعية دون أي سلبية مرتبطة به.

## مثلثات استخدمت في الاضطهاد الذي ارتكبه النظام النازي
أحد أقدم هذه الرموز هو المثلث الوردي والذي يعود في الأصل للشارات المُستخدمة في معسكرات الاعتقال النازية والتي كان يُطلب من المثليين الذكور ارتدائها على ملابسهم. من أصل ما يقارب ما بين 5,000 حتى 15,000 من المثليين والمثليات الذين سجنوا في معسكرات الاعتقال ماتوا خلال الهولوكوست. لهذا السبب، يتم استخدام المثلث الوردي كرمز تعريف وكتذكار لتذكير كل من مرتديه وعامة الناس بالفظائع التي عاناها المثليون في ظل الاضطهاد النازي.[بحاجة لمصدر]
وقد استخدم المثلث الوردي حصرياً مع السجناء الذكور أما المثليات فلم تشملهم الفقرة رقم 175، وهي وتشريع جعل الأفعال الجنسية المثلية بين الذكور جريمة.
| مثلث وردي                                                                                         | مثلث أسود | مثلثان أصفر ووردي متداخلان                                                                                    |
| ------------------------------------------------------------------------------------------------- | --- | --- |
|                                                                                                   | | |
| جرى استخدام المثلث الوردي بالأصل لتمييز الرجال المثليين على شكل شارة في معسكرات الاعتقال النازية. | جرى استخدام المثلث الأسود لتمييز الأفراد الذين اُعتبروا "كسولين" و"غير اجتماعيين"، وشمل ذلك كلاً من المثليات والغجر وغيرهم في معسكرات الاعتقال النازية. وقد تم اتخاذه كرمز للمثليات. | تم استخدم المثلث الوردي المُتداخل مع المثلث الأصفر لوضع علامة على المثليين اليهود في معسكرات الاعتقال النازية. |

## لامدا
تم اختيار الحرف اليوناني لامدا كرمز عام 1970 من قبل منظمة تحالف النشطاء المثليين (GAA) التي تأسست في مدينة نيويورك. في ديسمبر من عام 1974، تم إعلان لامدا رسمياً كرمز دولي لحقوق المثليين والمثليات من قبل الكونغرس الدولي لحقوق المثليين في إدنبرة باسكتلندا. يدلل لامدا على الوحدة في ظل الاضطهاد.

## وصلات خارجية
- أصل وتاريخ رموز المثللين والمثليات - صور عن هذه الرموز مع عرض لمحة تاريخية لكل رمز (بالإنجليزية)